# 북부목걸이레밍
북부목걸이레밍 또는 신북구목걸이레밍(Dicrostonyx groenlandicus)은 비단털쥐과에 속하는 설치류의 일종이다. 캐나다에서 피어리랜드목걸이레밍으로도 불리는 작은 북아메리카 레밍이다. 한때 북극레밍의 아종으로 간주되었다. 일부는 북아메리카에서 발견되는 여러 종의 목걸이레밍을 실제로는 북부목걸이레밍의 아종으로 간주하기도 한다.